# Fronton (AOC)
Fronton is een Franse wijn met een Appellation d'Origine Contrôlée (tegenwoordig beschermde oorsprongsbenaming) geproduceerd tussen de Haute-Garonne en de Tarn-et-Garonne, tussen Garonne en Tarn ongeveer dertig kilometer ten noorden van Toulouse, rond de stad Fronton.